# Conrad Primmer
Conrad Primmer (ur. 24 marca 1924 w Brisbane, zm. 10 grudnia 2014) – australijski rugbysta, reprezentant kraju, lekarz, działacz sportowy.
Conrad Primmer wraz z bratem Jackiem wychowywali się w sierocińcach i rodzinach zastępczych, ponieważ matka nie mogła zapewnić im utrzymania. Po ukończeniu Brisbane Grammar School na początku października 1941 roku wstąpił do Royal Australian Navy. Jego brat, Jack, służył wówczas na HMAS Sydney i niedługo później wraz z całą załogą zginął podczas bitwy z HSK Kormoran. Został zdemobilizowany w lipcu 1946 roku i po uzupełnieniu edukacji skorzystał z oferty dla byłych wojskowych i podjął studia na University of Queensland.
Na poziomie klubowym związany był z GPS Rugby i University of Queensland RFC. W 1951 roku został zaś wybrany do reprezentacji stanu i kraju. Karierę sportową rok później przerwała mu kontuzja kolana, pozostał jednak związany z tym sportem i z sukcesami trenował drugi zespół GPS.
Po ukończeniu studiów wyjechał do Northampton kontynuować naukę pod przewodnictwem Gordona Sturtridge'a, również byłego reprezentanta Australii. Pracował jako ginekolog-położnik w Rockhampton. Był jednym z inicjatorów odrodzenia rugby w tym mieście, współtworzył także Frenchville Pioneers RUFC. Był patronem historycznego stowarzyszenia Australian Country Hospital Heritage Association, a za zasługi dla lokalnej społeczności w 1994 roku został odznaczony Orderem Australii, zaś w 2001 roku otrzymał Centenary Medal.
Jego córka poślubiła rugbystę i komentatora telewizyjnego, Grega Martina.